# Horst Matzke
Horst Matzke (1918–1999) war Physiker und Mathematiker.

## Leben
Matzke promovierte 1950 an der Ernst-Moritz-Arndt-Universität Greifswald unter dem Titel: Beiträge zur Kenntnis der Globalstrahlung in Greifswald. Im Jahre 1960 erfolgte in Greifswald die Habilitation. Laut Bauhaus-Universität Weimar hatte er den Titel Prof. Dr. phil. et rer. nat. habil. Er war Direktor des Instituts für Mathematik an der Hochschule für Architektur und Bauwesen. Kernschwerpunkt waren bei Matzke mathematische Methoden bei der Gebiets- und Stadtplanung. Besondere Bedeutung wurde den Internationalen Kolloquien über Anwendungen der Mathematik in den Ingenieurwissenschaften beigemessen, die seit 1961 auf Initiative von Horst Matzke durchgeführt wurden. So fungierte er hierbei auch als Berichterstatter. Von 1963 bis 1968 war er Rektor der Hochschule für Architektur und Bauwesen in Weimar. Sein Nachfolger als Rektor wurde Armin Petzold, der das Amt bis 1970 innehatte.

## Werke (Auswahl)
- Horst Matzke: Beiträge zur Kenntnis der Globalstrahlung in Greifswald, Diss. Greifswald 1950.
- Ders.: Die Abkühlungsgrösse unter spezieller Berücksichtigung der mit dem Davoser Frigorimeter in Greifswald erhaltenen Messergebnisse (=Abhandlungen des meteorologischen und hydrologischen Dienstes der Deutschen Demokratischen Republik; Nr. 27), Akademie Verlag Berlin 1954.
- Ders.: Über die Korrelation interdiurner Druck- und Temperaturänderungen in der Troposphäre und sich ergebende Folgerungen für Tropo- und Stratosphäre (=Abhandlungen des Meteorologischen und Hydrologischen Dienstes der Deutschen Demokrat. Republik; Nr. 52) (zugl. Habil-Schrift Greifswald), Akademie Verlag Berlin 1960 [Reprint: Berlin: de Gruyter 2024. ISBN 978-3-11-276768-9].